# 노량항 (하동군)
노량항은 경상남도 하동군 금남면 노량리에 위치한 어항이다. 2008년 12월 19일 국가어항으로 지정되었다. 관리청은 해양수산부 동해어업관리단, 시설관리자는 하동군수이다.

## 연혁
- 2008년 12월 19일 국가어항으로 지정되었다.[2]

## 어항구역
노량항의 어항구역은 다음과 같다.
- 수역[2]
  - 물양장 서측끝단에서 정남에 서측으로 36°방향 125m 나아가 서방파제와 평행방향으로 200m, 이 점에서 동남쪽 150°방향으로 350m, 이 점에서 노량항 동측 돌출부와 연결한 선내의 수역
- 육역[3]
  - 하동군 금남면 노량리 822-3 (잡종지, 2149m2)
  - 하동군 금남면 노량리 822-2 (제방, 1096m2)
  - 하동군 금남면 노량리 722-48 (제방, 188m2)
  - 하동군 금남면 노량리 742-12 (제방, 450m2)
  - 하동군 금남면 노량리 742-7 (잡종지, 201m2)
  - 하동군 금남면 노량리 742-11 (잡종지, 2534m2)
  - 하동군 금남면 노량리 742-8 (제방, 348m2)
  - 하동군 금남면 노량리 742-13 (제방, 187m2)
  - 하동군 금남면 노량리 742-9 (제방, 117m2)
  - 하동군 금남면 노량리 742-10 (제방, 191m2)

## 개발 계획
- 2014년 12월 8일 해양수산부장관은 어촌어항법 제19조제6항 규정에 의거 노량항 어항개발계획을 고시하였다.
  - 동방파제 180m, 기존 구조물 보강 1식, 친수호안 50m, 물양장 190m, 선양장 30m, 준설공 1식, 포장공 1식, 친수시설공 1식, 부대공 1식.[4]